# دار خالد بن الوليد
دار خالد بن الوليد أحد الدور التاريخية المجاورة للمسجد النبوي الشريف.
كانت بجانب دار أبو بكر الصديق، وكانت ضيقة فاشتكى خالد بن الوليد ضيقها للرسول ممحمد، فقال له رسول الله: «ارفع البناء في السماء وسل الله السعة». آلت هذه الدار لبيت السمّان فعرفت بـ زاوية السمان حتى أزيلت ضمن التوسعة الملك فهد للمسجد النبوي الشريف.